# Госпиталь Франция

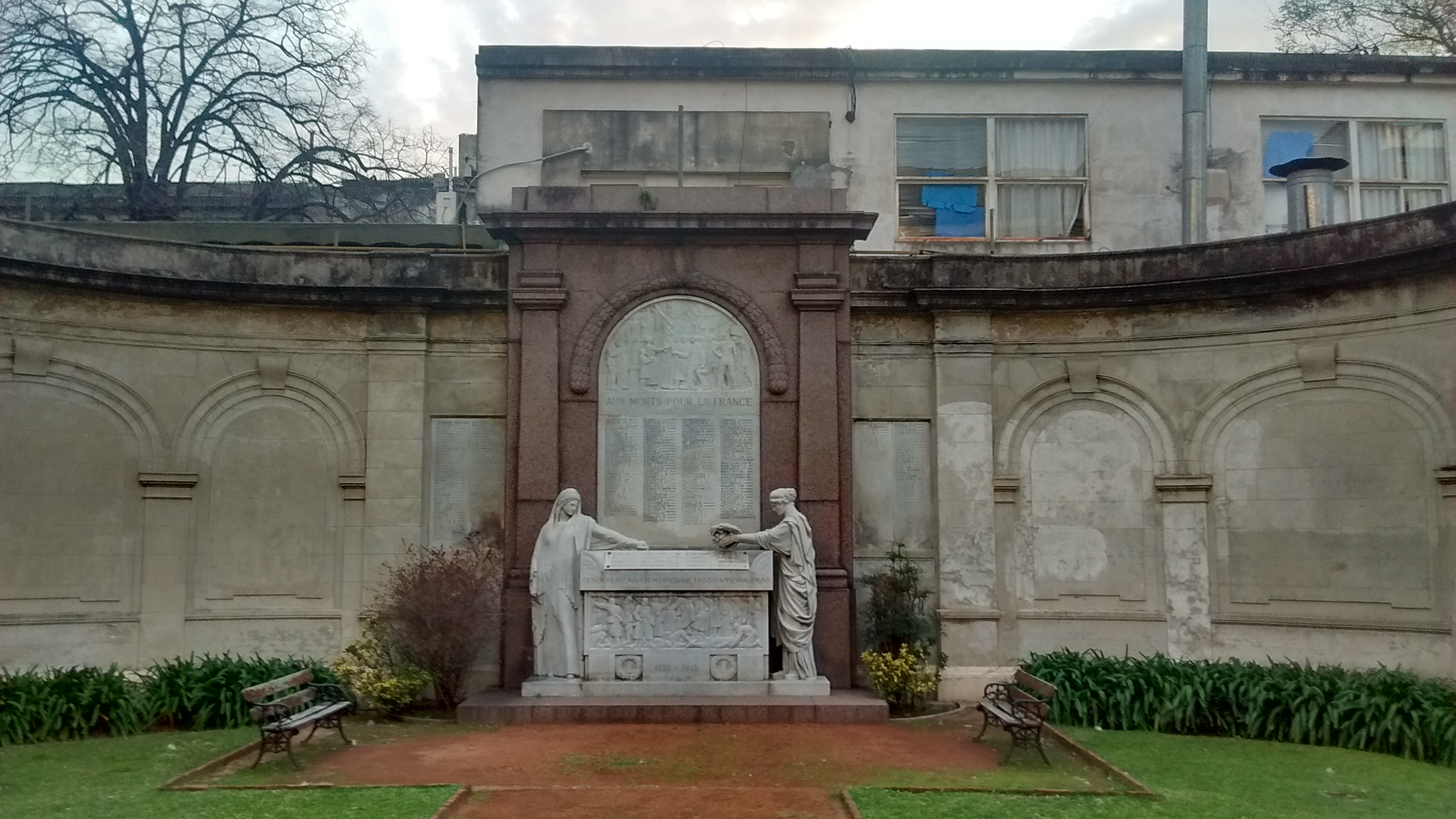
Монумент возле госпиталя.

«Госпиталь Франция» (исп. Hospital Francés) — больница расположенная в районе Сан-Кристобаль, в Буэнос-Айресе, Аргентина.
Обычно жители города называют его французской больницей, в настоящее время госпиталь осуществляет программу PAMI которая носит имя д-ра Сесара Мильштейна. Госпиталь выполняет часть социальной работы по обеспечению помощи пенсионерам в Буэнос-Айресе.

## История

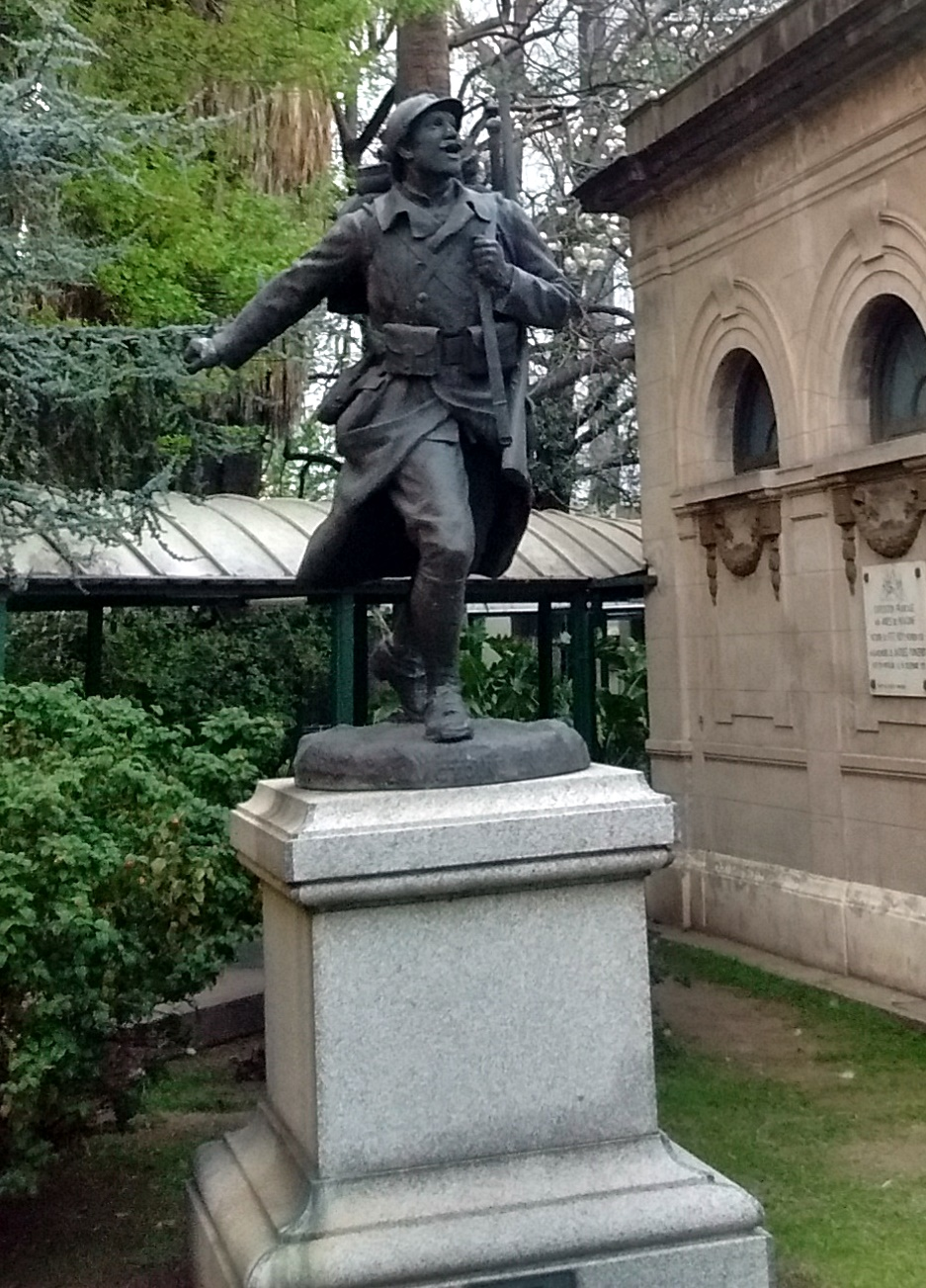
Монумент возле госпиталя.

В 1832 году в городе существовало французское филантропическое общество, возглавляемое Генеральным консулом Франции, Жаном-Батистом Вашингтон де Мендевиллем в которое входили многие жители города. Благодаря этой организации, оказывавшей медицинские услуги жителям города, был построен Госпиталь Франция, открытый в 1845 году. В те годы в Буэнос-Айресе строились и другие больницы специально для иммигрантов. Расположенный на улице Ла-Риоха 951, в районе Сан-Кристобаль, госпиталь осуществляет психоневрологическую, хирургическую, сердечно-сосудистую и другую медицинскую помощь. В 1922 году в роддоме при госпитале впервые в Аргентине, был применён метод безболезненных родов.
Через несколько лет доведённый для банкротства, Госпиталь Франция был переведен в государственную собственность и оказывает врачебную помощь для пенсионеров, в соответствии с Законом об экспроприации. После этого госпиталь прекратил предоставление медицинских услуг для других категорий граждан, в 2008 году госпиталь начал осуществлять программу PAMI которая носит имя д-ра Сесара Мильштейна.